# Bocageopsis
Bocageopsis é um género botânico pertencente à família Annonaceae.